# Adenia pachyphylla
Adenia pachyphylla är en passionsblomsväxtart som beskrevs av De Wilde. Adenia pachyphylla ingår i släktet Adenia och familjen passionsblomsväxter. Inga underarter finns listade i Catalogue of Life.